# Октябрьский сельсовет (Калужская область)
Октябрьский сельсовет — муниципальное образование в составе Ферзиковского района Калужской области России.
Центр — посёлок Октябрьский.

## История
Населённые пункты, входящие ныне в состав Октябрьского сельсовета, с XVIII века входили в состав Лихвинского уезда.
Сельское поселение образовано законом Калужской области от 28.12.2004 № 6-03 «Об изменении статуса населённых пунктов, расположенных на территории административно-территориальных единиц „Бабынинский район“, „Боровский район“, „Дзержинский район“, „Жиздринский район“, „Жуковский район“, „Износковский район“, „Козельский район“, „Малоярославецкий район“, „Мосальский район“, „Ферзиковский район“, „Хвастовический район“ Калужской области».

## Состав
В поселение входят 12 населённых мест:
- посёлок Октябрьский
- деревня Верховое
- село Грязново
- деревня Дурасово
- село Ильино
- деревня Кутьково
- деревня Меньшиково
- деревня Плюсково
- деревня Поздняково
- деревня Спасс
- деревня Стаино
- село Титово

## Население
| 2010  | 2012  | 2013  | 2014  | 2015  | 2016  | 2017  |
| ----- | ----- | ----- | ----- | ----- | ----- | ----- |
| 1437  | ↗1457 | ↗1499 | ↗1529 | ↘1517 | ↘1515 | ↘1506 |
| 2018  | 2019  | 2020  | 2021  |       |       |       |
| ↗1509 | ↘1490 | ↗1507 | ↘1305 |       |       |       |

Население сельского поселения составляет 1437 человек.